# Christopher Clarke
Pour les articles homonymes, voir Christopher Clarke (homonymie) et Clarke.
Ne doit pas être confondu avec Christopher Clark ou Christophe Clark.
Christopher « Chris » Clarke (né le 25 janvier 1990 à Londres) est un athlète britannique spécialiste du 400 mètres.

## Palmarès
| Date | Compétition                       | Lieu     | 400 m | 4x400 m |
| ---- | --------------------------------- | -------- | ----- | ------- |
| 2006 | Championnats du monde juniors     | Pékin    |       | 3e      |
| 2007 | Championnats du monde jeunesse    | Ostrava  | 1er   |         |
| 2009 | Championnats d'Europe juniors     | Novi Sad | 1er   | 1er     |
| 2010 | Championnats du monde en salle    | Doha     |       | 3e      |
| 2010 | Championnats d'Europe par équipes | Bergen   |       | 2e      |